# Veniliornis passerinus
Veniliornis passerinus là một loài chim trong họ Picidae.